# Bộ Cá nhám thu
Bộ Cá nhám thu (danh pháp khoa học Lamniformes) là một bộ thuộc Liên bộ Cá mập (Selachimorpha). Chúng có cỡ trung bình, có 5 đôi khe mang, hai vây lưng không có gai cứng, không có màng mắt, thích nghi với đời sống bơi nhanh ở mặt nước để săn đuổi mồi. Chúng có bộ hàm khỏe răng nhọn và đa số là loài ăn thịt, miệng hình chữ V dưới mõm. Nhiều loài đẻ con hoặc đẻ trứng có vỏ dai.

## Phân loại
Bộ Cá nhám thu chứa khoảng 16 loài cá mập, cá nhám trong 7 họ:
- Alopiidae: họ Cá nhám đuôi dài, gồm 3 loài cá nhám đuôi dài trong 1 chi Alopias
- Cetorhinidae: 1 loài cá nhám phơi nắng hay cá mập phơi nắng (Cetorhinus maximus)
- Lamnidae: 5 loài sinh tồn, 1 loài tuyệt chủng. Bao gồm cá nhám thu, cá mập Mako vây ngắn, cá mập Mako vây dài, cá mập trắng v.v trong 3 chi Carcharodon, Isurus và Lamna, với mỗi chi 2 loài.
- Megachasmidae: 1 loài cá mập miệng to (Megachasma pelagios)
- Mitsukurinidae: 1 loài cá mập yêu tinh (Mitsukurina owstoni)
- Odontaspididae: 4 loài trong 2 chi (Carcharias, Odontaspis), mỗi chi 2 loài.
- Pseudocarchariidae: 1 loài cá mập sấu (Pseudocarcharias kamoharai).
- Cretoxyrhinidae: 7 chi (tuyệt chủng)
- Otodontidae: (tuyệt chủng)

## Hình ảnh

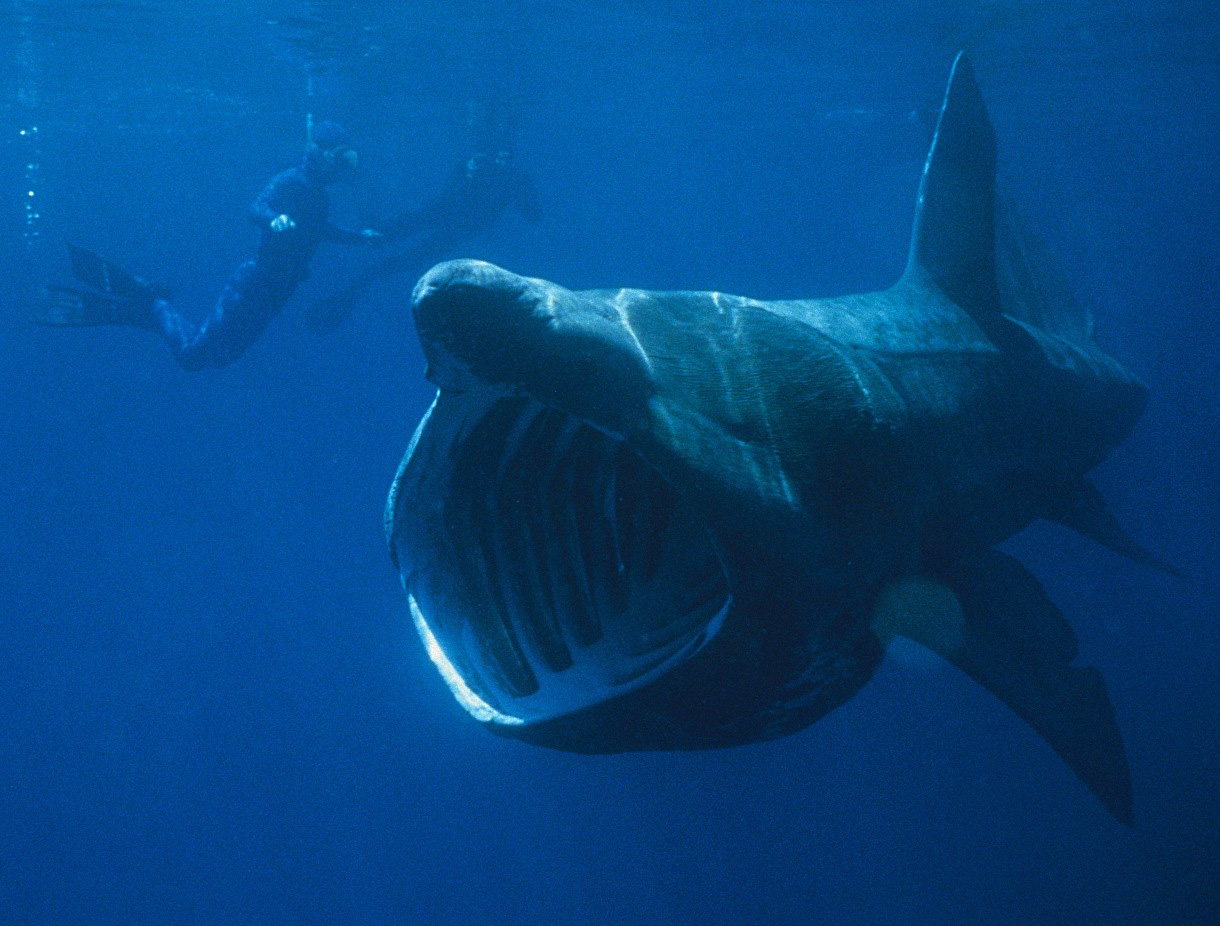
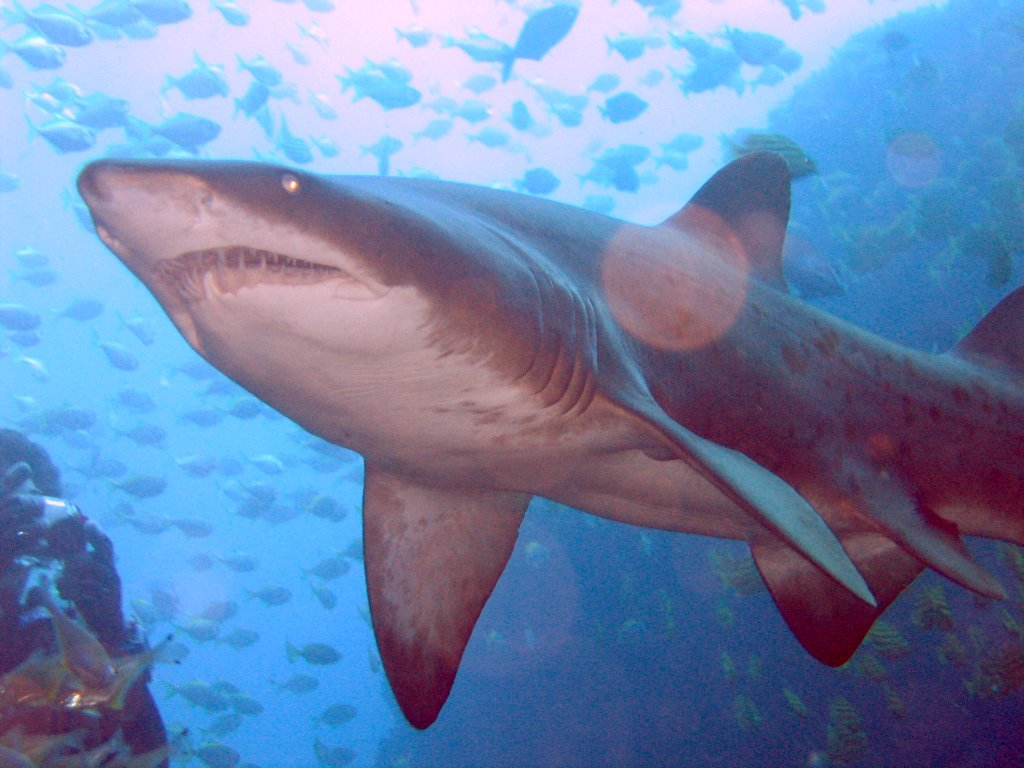
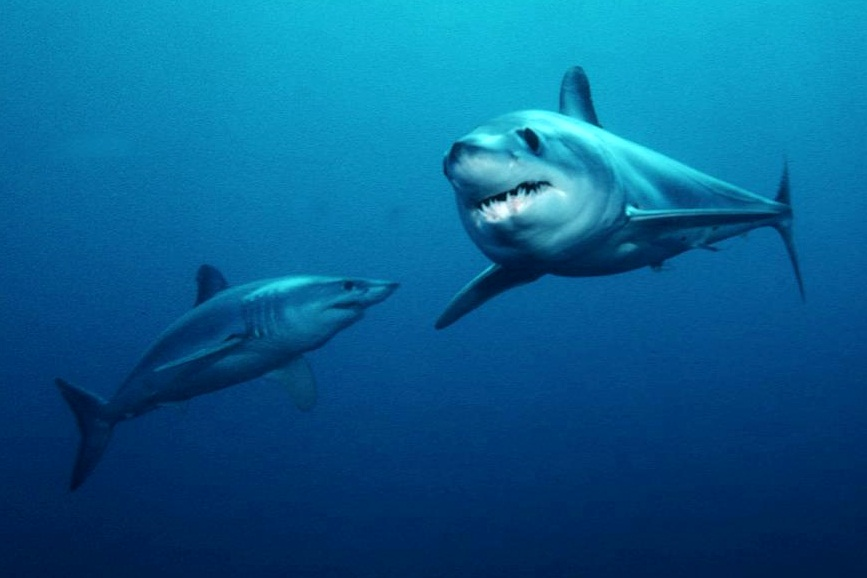
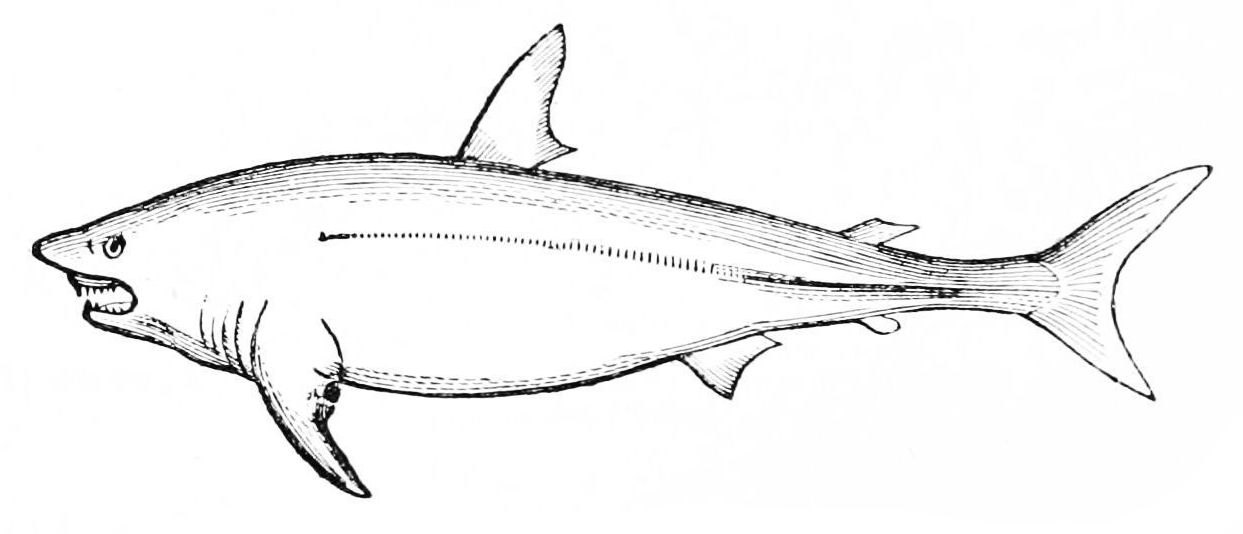